# Tejidos tradicionales maoríes

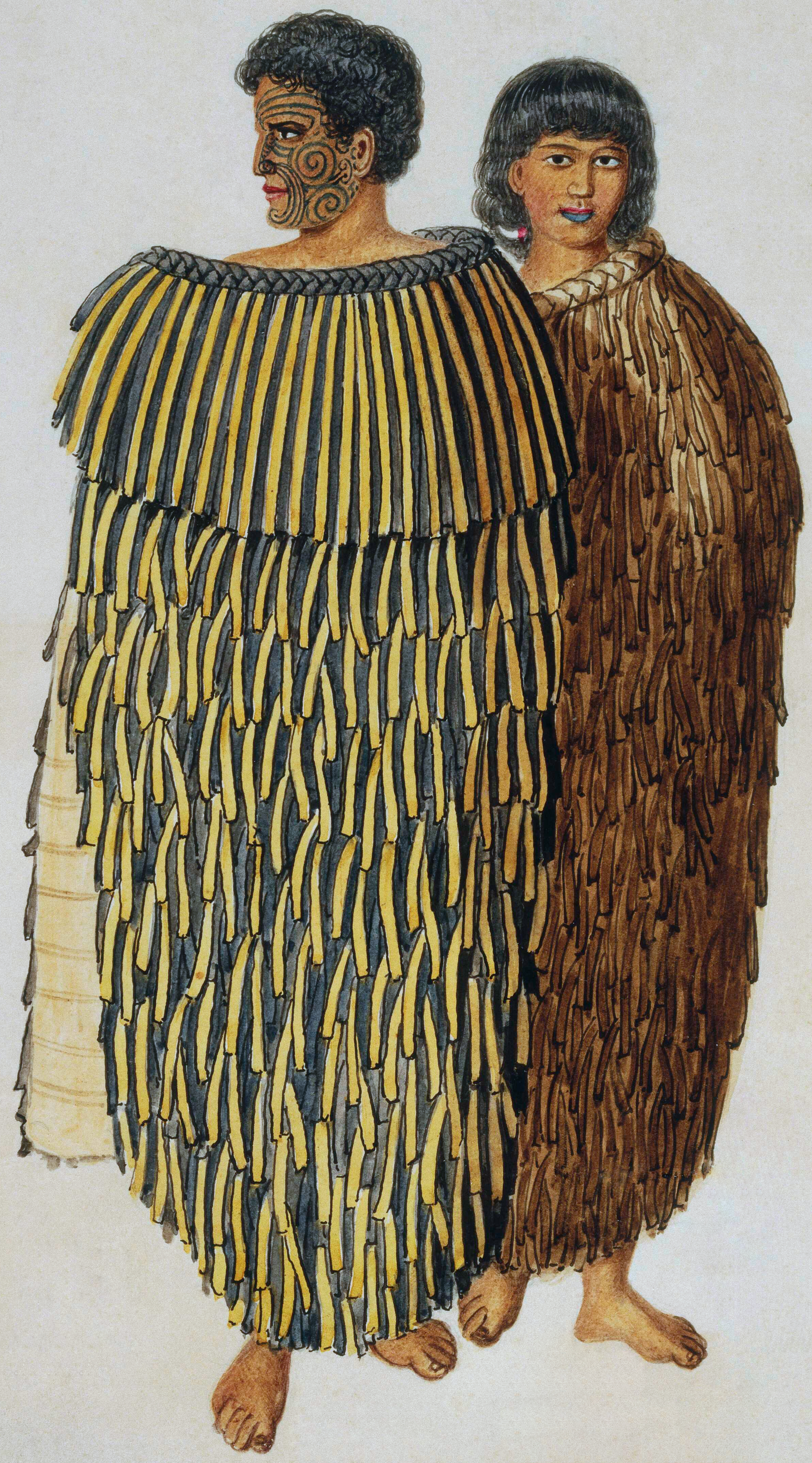
Retrato de 1847 de Hone Heke y su mujer Hariata vistiendo capas hechas con fibra de Phormium tenax (lino de Nueva Zelanda)

Los tejidos tradicionales maoríes son los tejidos indígenas del pueblo maorí de Nueva Zelanda. La organización Te Roopu Raranga Whatu o Aotearoa, el colectivo nacional de tejedores maoríes. Tiene como objetivo preservar y fomentar las habilidades de creación y uso de estos materiales.

## Fibras y tintes
Los maoríes fabricaban tejidos a partir de una serie de plantas, incluyendo harakeke, wharariki, tī kōuka, tōī, pingao, kiekie y toetoe. Aunque la morera de papel fue introducida por el pueblo maorí, quien la conocía como propia, parece que no ha prosperado y la tela de corteza siempre fue rara.

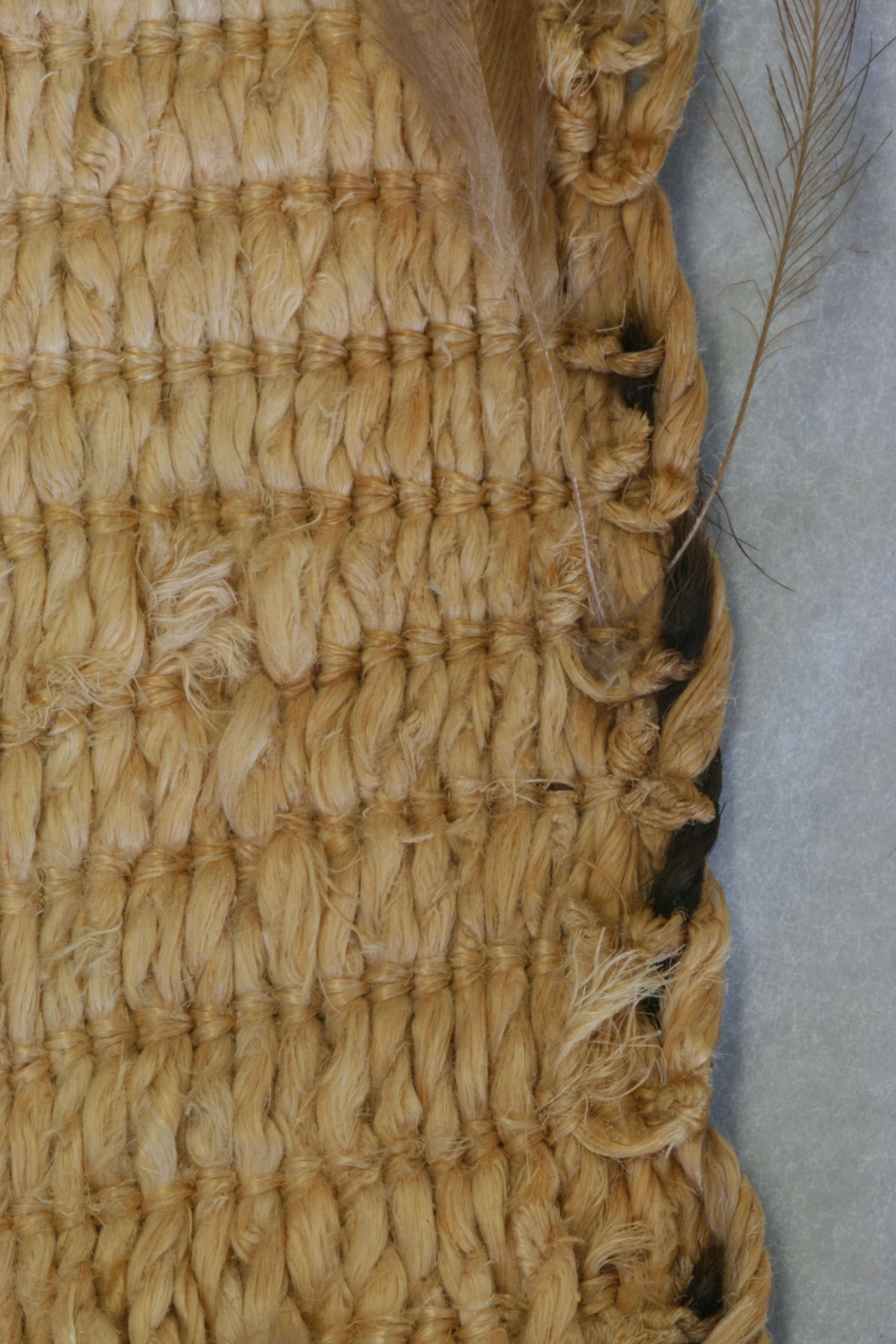
Detalle del borde del tejido tradicional del tāniko: las urdimbres muka (verticales) son pares torcidos.

La fibra preparada (muka) del lino de Nueva Zelanda (Phormium tenax) se convirtió en la base de la mayoría de las prendas de vestir. Las hojas de lino se dividieron y se tejieron en esteras, cuerdas y redes, pero la ropa a menudo se hacía con la fibra dentro de las hojas. Las hojas se rasgaron con una cáscara de mejillón, se empaparon y se golpearon con piedras («patu muka»), para suavizar la fibra, la hilaron enrollando el hilo contra su pierna y tejiéndolo. La fibra dentro del lino se llama muka.
Los colores para teñir la muka se obtuvieron de materiales indígenas. El paru —barro con alto contenido de sales de hierro— proporcionó el negro, la corteza de raurekau el color amarillo, y la corteza de tānekaha el color canela. Los colores se fijaron haciendo rodar la muka teñida en alumbre (potasa).

## Vestidos
Había dos tipos principales de prendas:
- Una prenda con forma de falda hasta la rodilla, usada alrededor de la cintura y atada por un cinturón.
- Y una prenda rectangular sobre los hombros. Esto podría ser una prenda similar a una capa o una capa más larga de calidad más fina.

Los cinturones de los hombres eran conocidos como tatua y las mujeres como tu. El cinturón del hombre era usualmente el más adornado. Normalmente estaban hechos de lino, pero ocasionalmente se usaban otros materiales como el kiekie y el pingao. Los cinturones de lino a menudo estaban trenzados en patrones con rayas blancas y negras.  Las mujeres a menudo llevaban un cinturón compuesto de muchas hebras de fibra trenzada, se ataban con un lazo de cuerda.

## Proceso
El proceso de tejido (whatu) para la ropa no se realizó con un telar y una lanzadera, sino que los hilos se manipularon y ataron con los dedos. Un hilo fuerte se sujeta firmemente en posición horizontal entre dos o cuatro varas de tejido vertical (turuturu). A este hilo (tawhiu) se adjuntan los extremos superiores de los hilos de urdimbre o verticales (io). La urdimbre está dispuesta muy cerca. El proceso de tejido consistió en trabajar en hilos cruzados de izquierda a derecha. Cuanto más cerca estén estos hilos, más apretado será el tejido y más fina será la prenda.
En el caso de prendas finas se emplean cuatro hilos en la formación de cada trama. El tejedor pasa dos de estos hilos a cada lado del primer hilo vertical, encerrándolo. Al continuar el proceso, los dos pares de hilos se invierten, los que pasan por detrás del primer hilo vertical se colocan por delante del siguiente, luego por detrás del siguiente y así sucesivamente. Cada uno de los hilos descendentes se incluiría entre dos o cuatro hilos transversales cada media pulgada aproximadamente.

## Pake o hieke

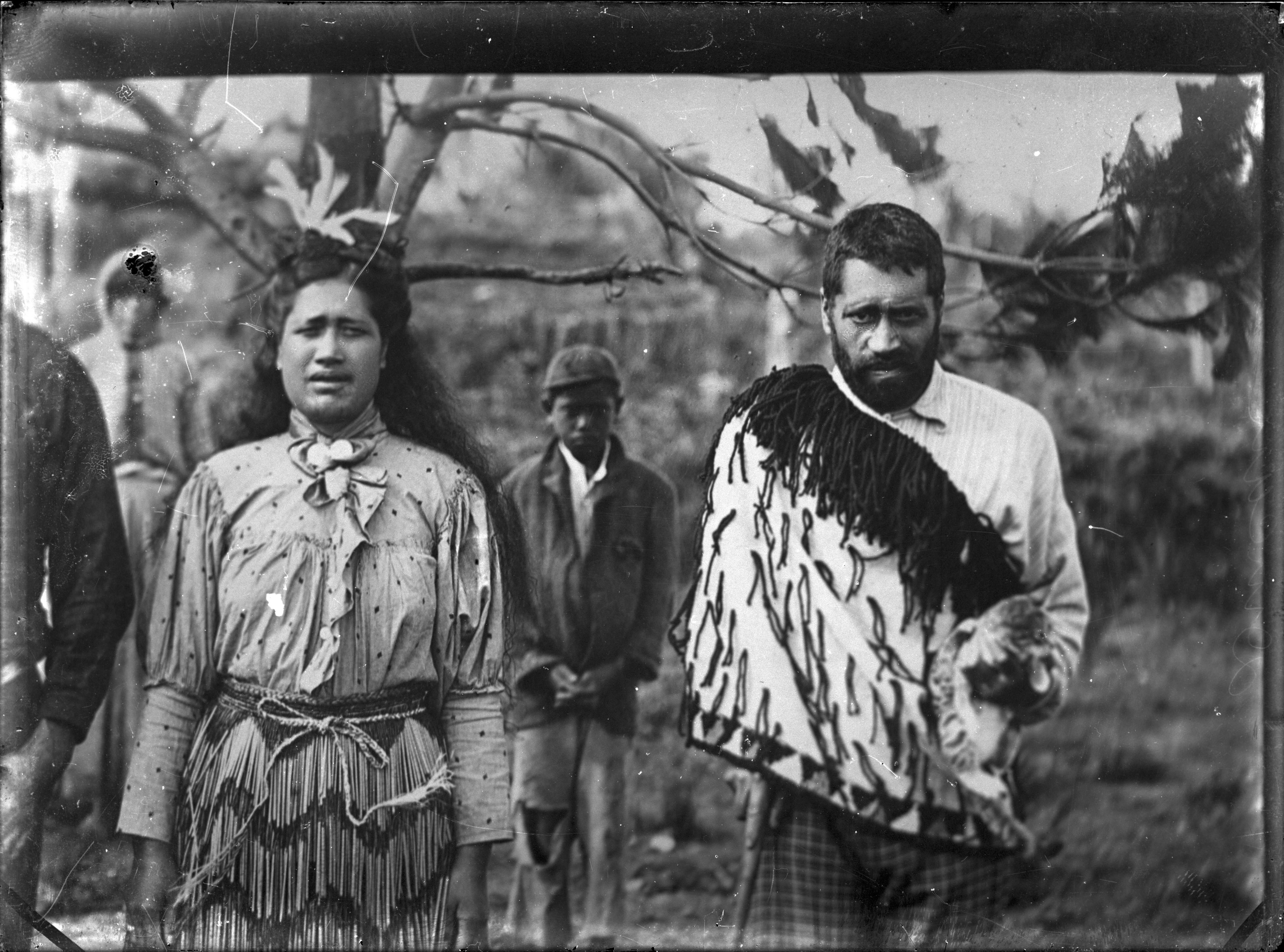
Tres maoríes no identificados, la mujer lleva una blusa europea con una falda de lino piupiu y el hombre una camisa europea cubierta con una capa maorí sobre el hombro. "Colección Godber, Biblioteca Alexander Turnbull", entre 1899-1946."Colección Godber, Biblioteca Alexander Turnbull"

Por las condiciones frías y húmedas del inviernode Nueva Zelanda, se usó una capa de lluvia llamada pake o hieke. Estaba hecha de partes de lino crudo o partes de Cordyline raspadas y fijadas en filas cercanas conectadas a la muka o base de fibra trenzada.
Un tipo de prenda conocida como karure pake estaba hecha de dos hileras cerradas de hukahuka (cordón enrollado o retorcido) intercaladas con el ocasional hilo de muka de karure (dos cuerdas) ligeramente teñidas de negro. Prendas como estas se usaban indistintamente alrededor de la cintura como un piupiu, o en el hombro como una capa. Se piensa que estos tipos de prendas son anteriores a los contactos europeos, y luego se convirtieron en una forma más especializada desde mediados hasta finales del siglo XIX, que continúa hoy en la forma estandarizada del piupiu.

## Piupiu

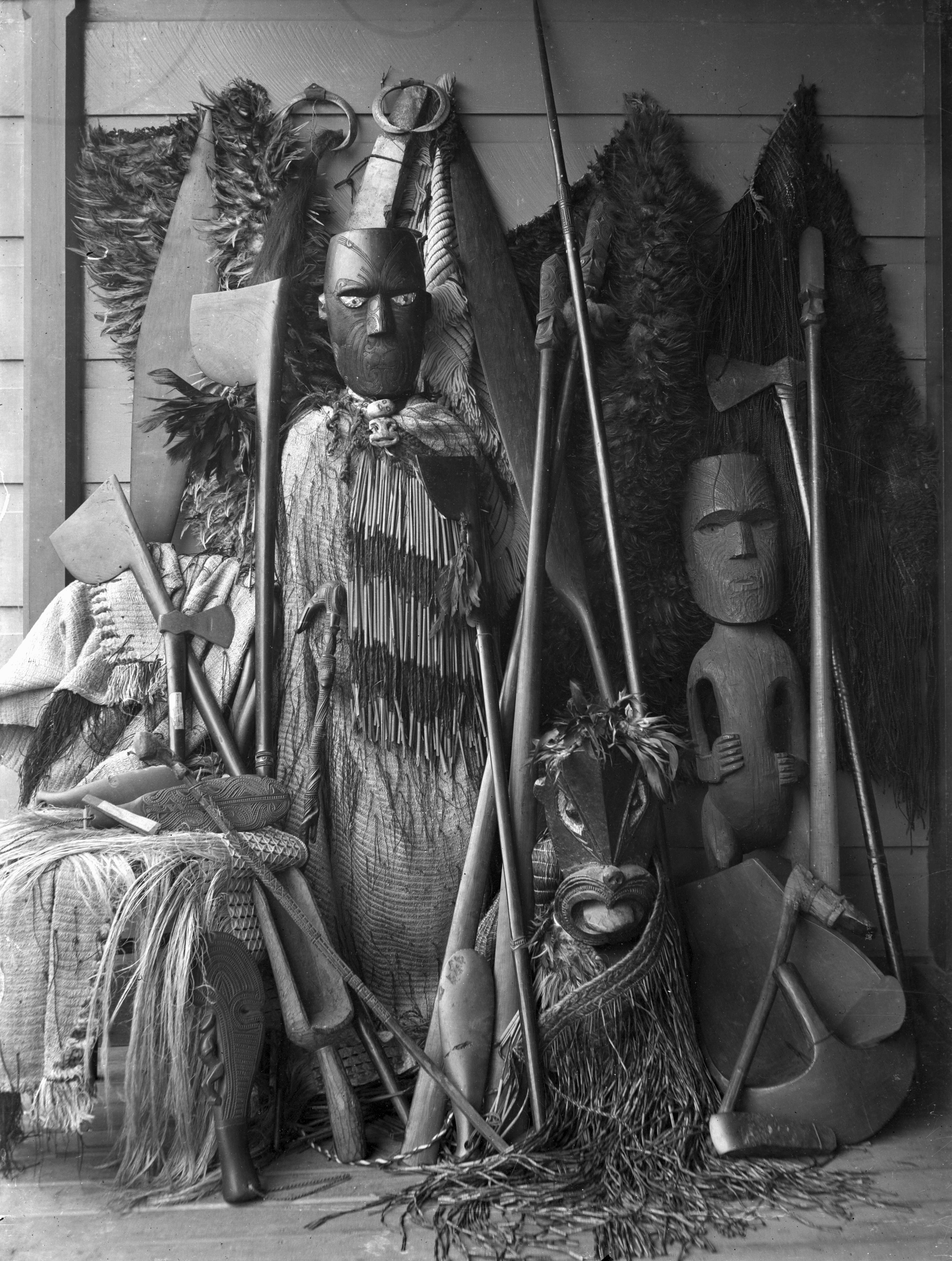
Talla de madera maorí tradicional. La figura, con ojos de caparazón de paua, lleva un piupiu —prenda de lino que se usa alrededor de la cintura— y un tiki, está junto a una exhibición de armas, complementos y capas, ca. 1900

Los piupiu son una especie de falda de hierba. La cintura está trenzada o, en algunos casos, hecha con la técnica tāniko del tejido tradicional maorí. El cuerpo del piupiu generalmente está hecho de hojas de lino que se preparan cuidadosamente con la fibra de muka o lino expuesta en algunas secciones para hacer que surjan patrones geométricos. Las hojas sin raspar se curvan naturalmente en tubos a medida que se secan, y emiten un sonido de percusión cuando el portador se balancea o se mueve.

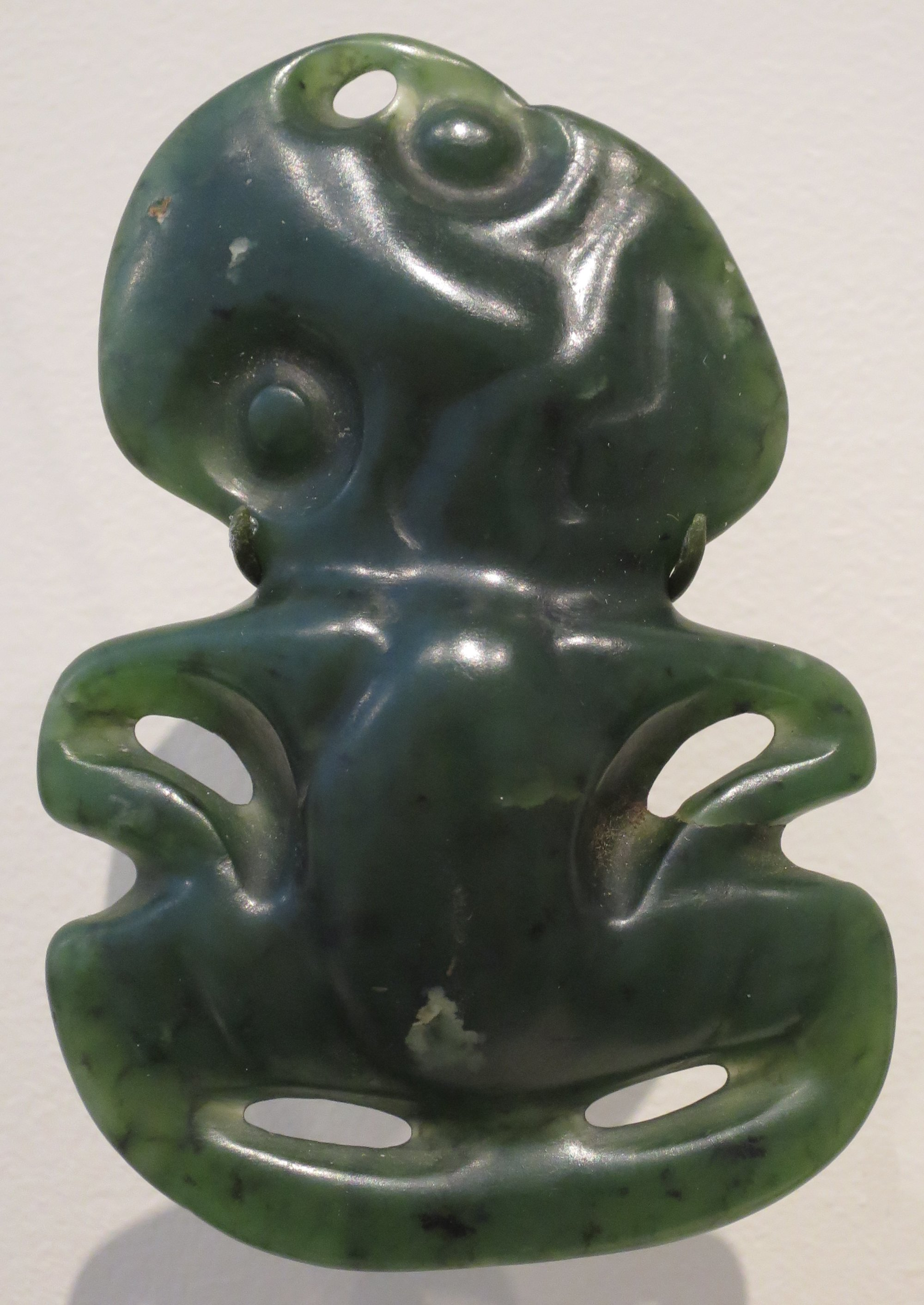
Amuleto maorí Hei tiki.

 Los patrones geométricos se pueden enfatizar mediante el teñido, ya que el tinte absorberá más las fibras expuestas en lugar de la hoja cruda seca.
El Capitán de HMS Nueva Zelanda, un crucero de batalla financiado en 1911 por el gobierno de Nueva Zelanda para la defensa del Imperio Británico y que participó activamente en tres batallas de la Primera Guerra Mundial, entró en combate con un piupiu, así como un Hei tiki, colgante tradicional maorí. La tripulación atribuyó a esto que el Nueva Zelanda era un «barco afortunado» que no sufrió bajas durante toda la guerra.

## Capas finas

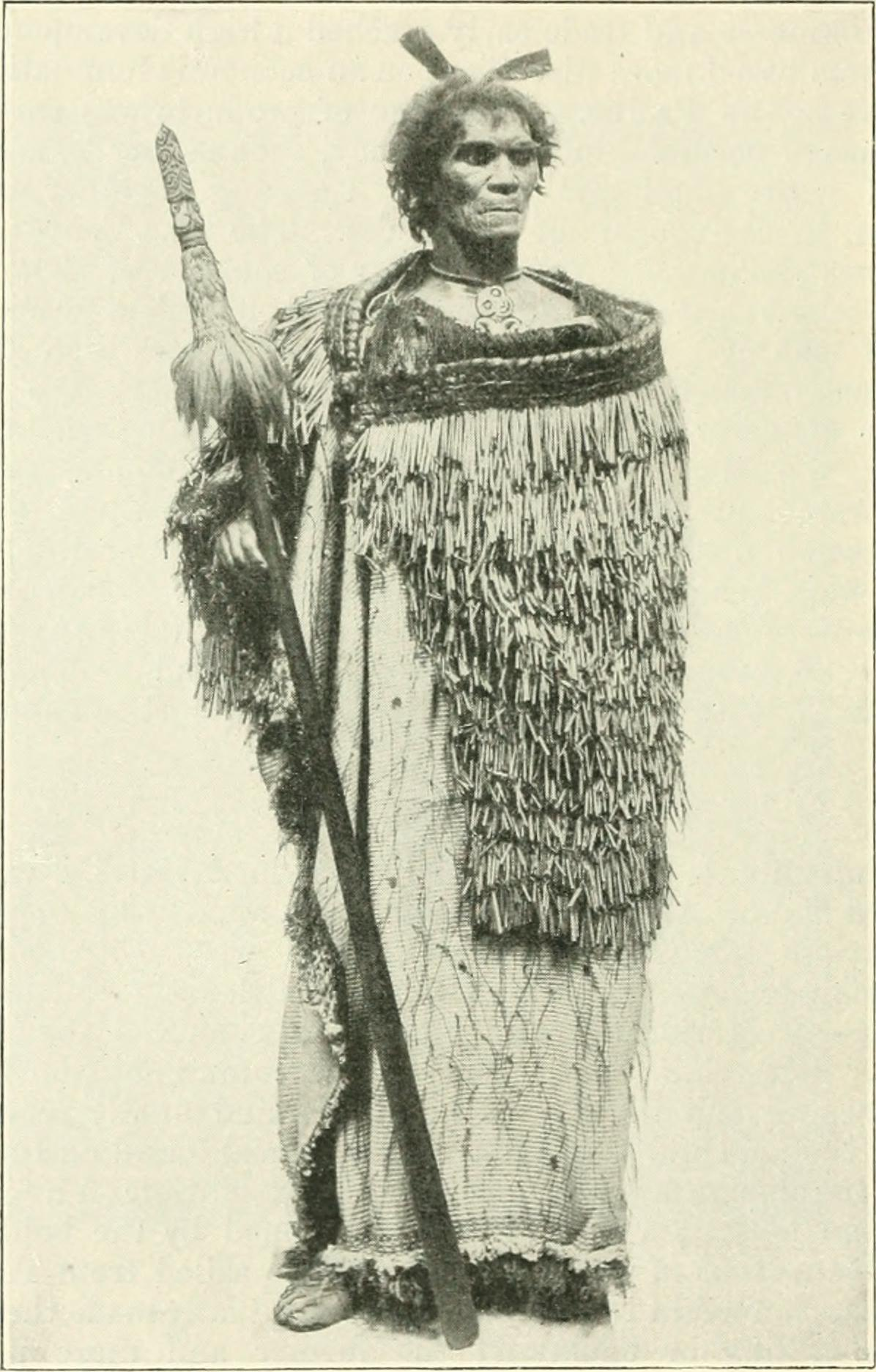
«Figura de un jefe maorí con vestiduras de tejido de lino, sobre su cabeza dos plumas de huia y alrededor de su cuello un Hei tiki de jade».

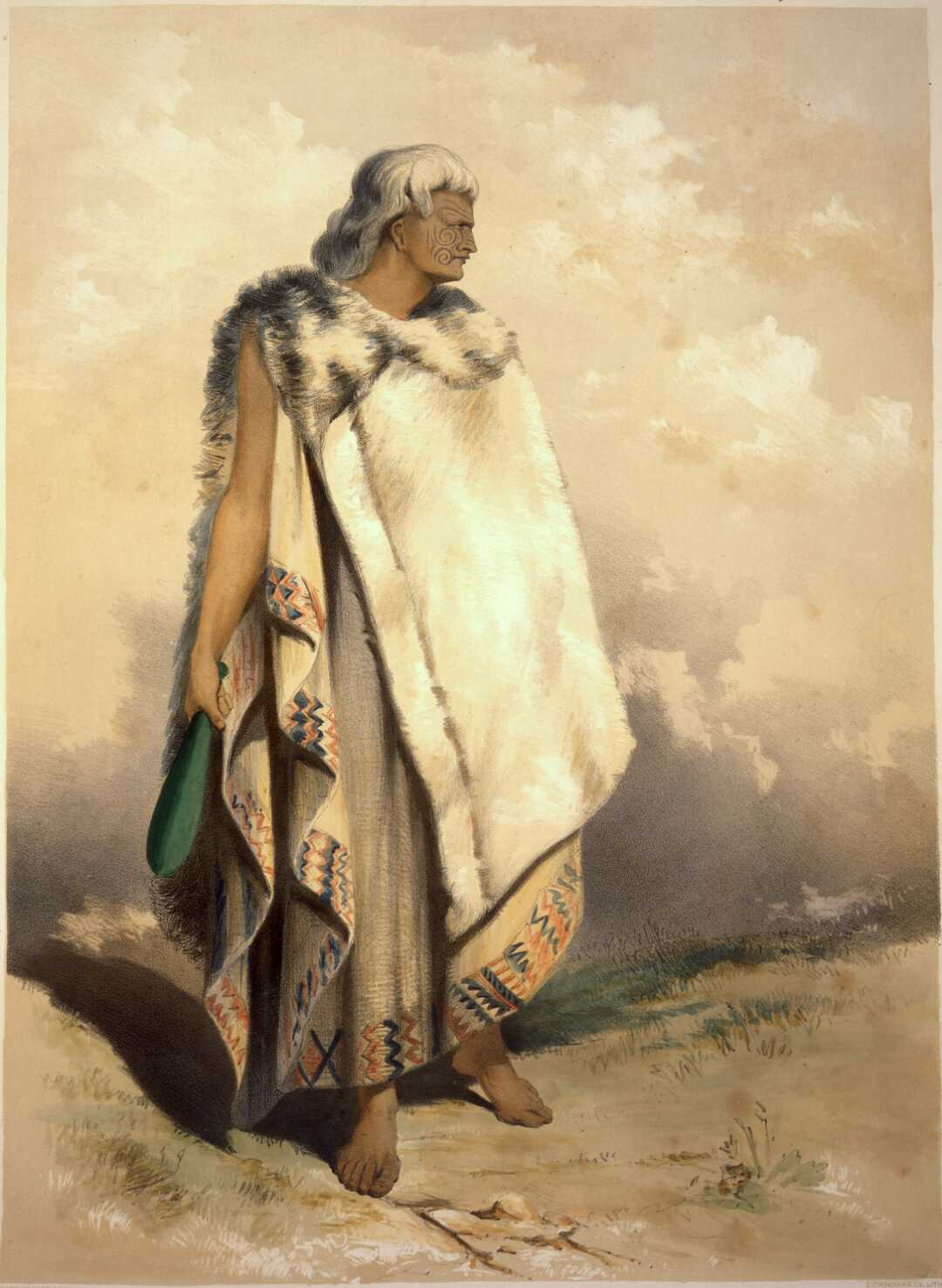
El jefe maorí Te Rangihaeata, lleva una capa de lino tipo «Kaitaka paepaeroa» con un borde ricamente tejido de tāniko.

Hubo varios tipos diferentes de capas finas, incluyendo korowai, kaitaka, kahu huruhuru y kahu kurī, todas tejidas de muka preparado con fibra harakeke y usando la técnica tāniko.

### Korowai
Las Korowai son capas finamente tejidas cubiertas con borlas de muka (hukahuka). Los hukahuka se fabrican mediante el proceso de hilo de torsión de la muka (fibra de lino) y enrollar dos haces en una única cuerda que luego se teje en el cuerpo de la capa. Hay muchos tipos diferentes de korowai que se nombran según el tipo de hukahuka utilizado como decoración. Korowai karure tiene borlas (hukahuka) que parecen estar deshaciendose. Korowai ngore tiene hukahuka que parecen pompones. Korowai hihima tenía borlas sin teñir.
La Korowai parece haber sido raro en el momento de la primera visita del capitán Cook a Nueva Zelanda porque no aparecen en los dibujos hechos por sus artistas. Pero en 1844, cuando George French Angas pintó relatos históricos de los primeros años de Nueva Zelanda, la korowai con su hukahuka negro se había convertido en el estilo más popular. Hukahuka en los ejemplos finos de korowai tenía a menudo hasta treinta centímetros de largo y cuando se hacía correctamente se movería libremente con cada movimiento del portador. Hoy en día, muchos korowai viejos han perdido su hukahuka negro debido al proceso que acelera el deterioro de la muka.

### Kaitaka
Las kaitaka son capas de fibra de muka finamente tejida (Phormium tenax). La kaitaka se encuentra entre las formas más prestigiosas de vestimenta tradicional maorí. Están hechos de muka (fibra de lino), que a su vez está hecho de esas variedades de Phormium tenax que producen la fibra de mejor calidad caracterizada por una textura similar a la seda y un rico brillo dorado. Las kaitaka usualmente están adornadas con amplios bordes de tāniko en la parte inferior y bandas de tāniko estrechas a lo largo de los lados. El borde superior es sencillo y sin decoración, y el cuerpo principal generalmente no tiene adornos. Hay varias subcategorías de kaitaka: parawai, donde las tramas se ejecutan horizontalmente; kaitaka paepaeroa, donde la trama se ejecuta verticalmente; kaitaka aronui o patea, donde el trama se ejecuta horizontalmente con bandas de tāniko en los lados y bordes inferiores; la huaki, donde la trama se ejecuta horizontalmente con bandas de taniko en los lados y dos bandas anchas de taniko, una sobre la otra, en el borde inferior; y la huaki paepaeroa, que tiene una trama vertical con bandas de tāniko dobles en el borde inferior.

### Kahu huruhuru

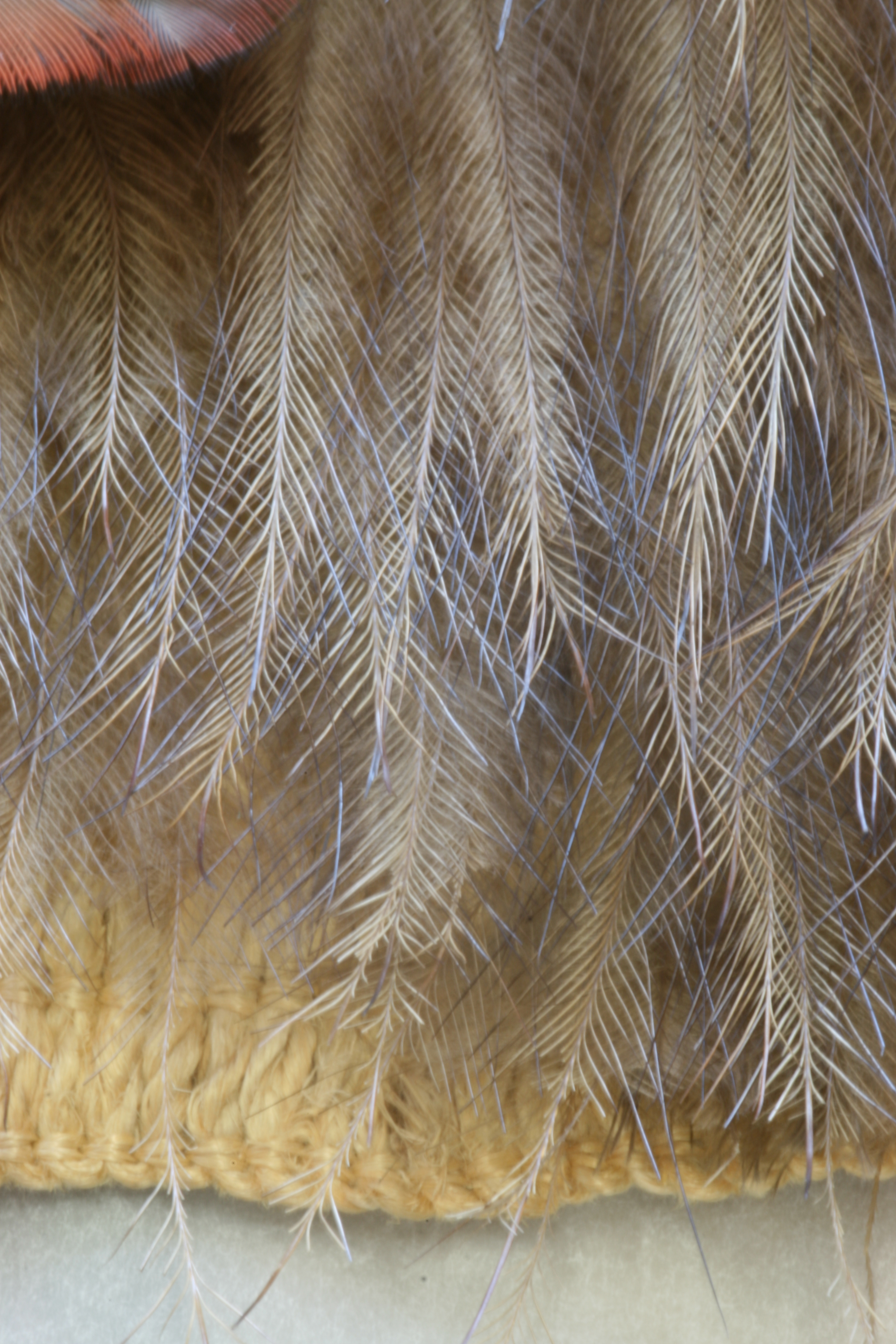
Detalle del borde inferior de un kahu kiwi, que muestra la naturaleza distintiva de las plumas de un kiwi.

Las finas capas de plumas llamadas kahu huruhuru estaban hechas de fibra de muka con plumas de ave tejidas para cubrir toda la capa. Estas capas de plumas se hicieron más comunes entre 1850 y 1900, cuando las capas evolucionaban en su producción. Algunos ejemplos primitivos incluyen el kahu kiwi (manto de plumas de kiwi), que usaba las suaves plumas marrones del kiwi :Apteryx. El Kahu kiwi fue considerado como la forma más prestigiosa de kahu huruhuru. Otra  capa de plumas plumas, incorporó las plumas verdes y blancas de la paloma de Nueva Zelanda: Hemiphaga novaeseelandiae y plumas azules de la tūī: Prosthemadera novaeseelandiae.

### Kahu kurī
Un tipo particularmente raro de capa es el kahu kurī, hecho de tiras de piel del perro maorí llamado kurī ahora extinto.
El cuerpo principal de la capa está formado por tiras de cuero de la piel de perro de pelo blanco de varias longitudes, que se cosen en el cuerpo principal de la capa con finas agujas de hueso para formar una base de muka (fibra de lino) estrechamente tejida llamada pukupuku La técnica de tejido de pukupuku utiliza el método de cordel de un único par, que es muy similar al diseño geométrico decorativo del tāniko —bordado fino o tejido en un patrón geométrico— generalmente visto en la clase de capa de lino fino, y forma una prenda protectora gruesa y pesada. Las borlas que bordean la longitud exterior de la capa es probable que se hayan tomado desde la parte inferior de la cola del perro.
Kahu kurī son prendas que poseen un gran estatus y fueron reliquias muy apreciadas. Cada prenda tenía su propio nombre personal y su historia se conservó cuidadosamente hasta el momento en que dejaron de ser propiedad de los maoríes. Sin embargo, la mayoría se encuentran en colecciones de museos de todo el mundo y han perdido su procedencia. La posesión de un kahu kurī inmediatamente identificaba al propietario como un jefe o alguien que poseía prestigio y posición dentro de la familia o la tribu. A menudo se intercambiaban entre personas de rango en importantes ocasiones ceremoniales y afirmaban tanto el maná del donante como del receptor. Los kahu kurī se hicieron en gran parte entre 1500 y 1850, y se cree que la producción había cesado por completo a principios del siglo XIX.
Existen diferentes variedades de kahu kurī y algunas variaciones tribales en la aplicación de los términos descriptivos de estos tipos. Algunos de los tipos registrados incluyen topuni, ihupuni, awarua, kahuwaero, mahiti y puahi, pero la técnica de construcción sigue siendo esencialmente la misma.

## Tāniko
Tāniko se refiere a cualquier borde ornamental que se encuentra típicamente en esteras y ropas maorí. Los patrones de Tāniko tienen una forma muy geométrica porque pueden reducirse a pequeños cuadrados de colores que se repiten en un marco como de celosía. Estas formas cuadradas de base, articuladas en las manos de un tejedor, constituyen las formas más grandes de diamante y triángulo que son visibles en todas las artesanías de tejido tradicionales. 
- Los diseños de pātiki o pātikitiki  se basan en la forma de rombo o diamante de la platija: Rhombosolea plebeia. Pueden ser bastante variados dentro de la forma básica.
- El patrón kaokao está formado por líneas en zigzag que crean ángulos. Pueden ser horizontales o verticales, abiertas con pasos o líneas repetitivas cerradas. El diseño se interpreta a veces como los brazos de los guerreros atrapados en la acción de una danza rítmica feroz.
- El patrón niho taniwha es un diseño de dientes con muescas que se encuentra en todo tipo de objetos, esteras, paneles tejidos, cinturones y ropa.
- El poutama es un diseño escalonado que significa el crecimiento del hombre, esforzándose siempre hacia arriba.
- Los diseños de Tahekeheke (rayas) se refieren a cualquier patrón vertical distinto.
- El patrón whetū (estrellas), purapura whetū (patrón de tejido de estrellas) o roimata (lágrima) es un diseño geométrico que utiliza dos colores y se alterna entre ellos en cada puntada. Este diseño está asociado con la supervivencia de un iwi (tribu), hapū (subtribu) o whānau (familia extendida), siendo la idea de que es vital tener una gran whanau, al igual que hay muchas estrellas en la Vía Láctea.[15]